# 董平生
董平生（20世纪—），山东济南人，毕业于中南大学，中国著名足球解说员，现在中国电视体育联播平台（CSPN）负责足球赛事直播的解说和评论，因在一场由其解说的足球赛事中出现进球后发出激情咆哮而一炮走红。

## 逸闻
2011年4月2日的中国足球超级联赛，山东鲁能泰山队主场对阵陕西人和队，董平生负责在现场解说该比赛。在山东队攻入一粒入球之后，董平生情绪亢奋，高声大叫道：“咕噜咕噜咕噜咕噜！”在赛后，董平生这段极具特色的解说视频在网络上疯传，其本人也因此一炮走红。后有人发现，董平生当时其实是想模仿南美足球联赛的解说员之“Goooooooooooooal！”的叫法，只是因为肺活量不够，结果变成了“咕噜咕噜咕噜咕噜”。
事后董平生接受媒体采访，谈到这件事情时，称自己在现场解说比赛时会比较投入，在进球的那一刻，已经“没有了太多的想法”，自己的个性和情绪就调动出来了。

## 影响及评价
曾有媒体评价，“听过董平生的解说，完全可以让你忘记曾有个韩乔生（中国一名以发表搞笑语录而成名的体育解说员）存在过。”媒体将董平生称为“亚洲拉丁派、济南伦敦音”。
董平生的激情解说风格受到了球迷的广泛欢迎，许多网友将他的经典解说制作成视频集锦在网络上流传。
由于中国足球长期成绩不佳，中国足球超级联赛本已被球迷渐渐冷落，然而在董平生的这次激情咆哮之后，只要是由其解说的中国足球赛事，电视收视率都会大幅上涨。